# Muzeul Municipal din Huși
Muzeul Municipal din Huși este un monument istoric aflat pe teritoriul municipiului Huși.
Muzeul este adăpostit într-o clădire cu o arhitectură deosebită, construită la începutul secolul al XX-lea.